# بینوایان (فیلم ۱۹۸۲)
بی‌نوایان (انگلیسی: Les Misérables) فیلمی در ژانر درام به کارگردانی روبر حسین است که در سال ۱۹۸۲ منتشر شد.
این فیلم از جمله چندین فیلمی است که بر اساس اقتباسی از رمانی به همین نام نوشته ویکتور هوگو ساخته شده‌است.
این فیلم برنده جایزه ویژه‌ای در سیزدهمین دوره جشنواره بین‌المللی فیلم مسکو شد

## بازیگران
- لینو ونتورا در نقش ژان والژان
- میشل بوکه در نقش بازرس ژاور
- اولین بویکس در نقش فانتین
- کریستین ژان در نقش کوزت
- ژان کارمه در نقش تناردیه
- فرانسواز سنیه در نقش مادام تناردیه
- فرانک داوید در نقش ماریوس
- کندیس پاتو در نقش اپونین
- امانوئل کورتیل در نقش گاوروش
- لوئی سنیه در نقش اسقف میریل
- روژه انن
- Armand Mestral
- Christian Benedetti
- Christophe Odent
- Corinne Dacla
- دونی لوان
- دومینیک داوره
- دومینیک زاردی
- فرنان لودو
- مارتین پاسکال
- پل پربوآ
- روبن رنوچی
- Yvette Etiévant